# Riley
För andra betydelser, se Riley (olika betydelser).

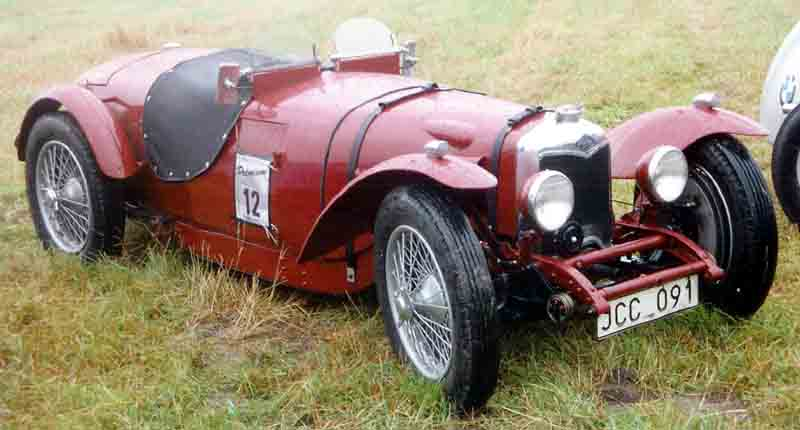
Riley Brooklands 1930

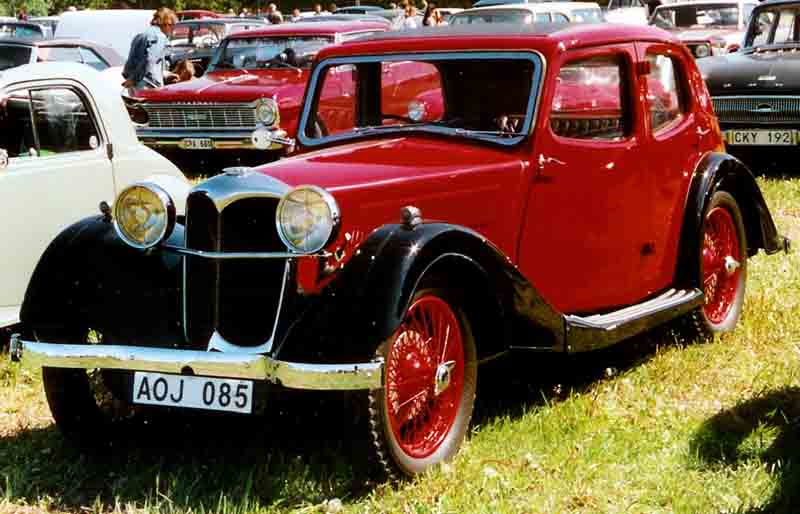
Riley 9hp Kestrel 1936

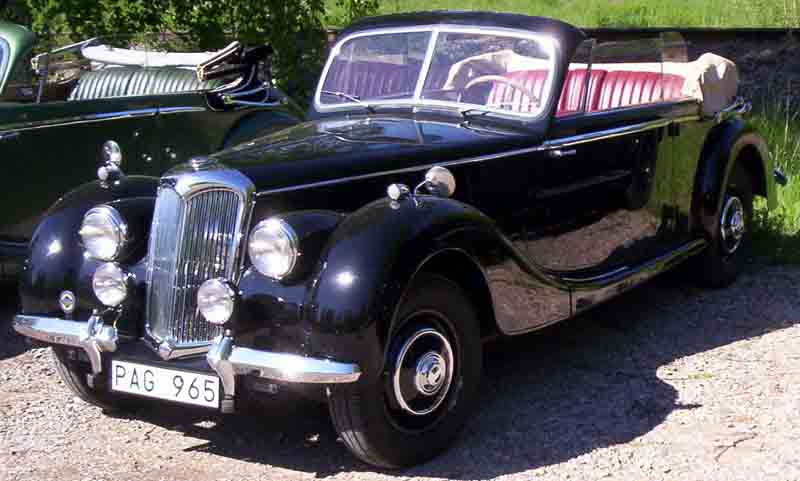
Riley RMD 1950

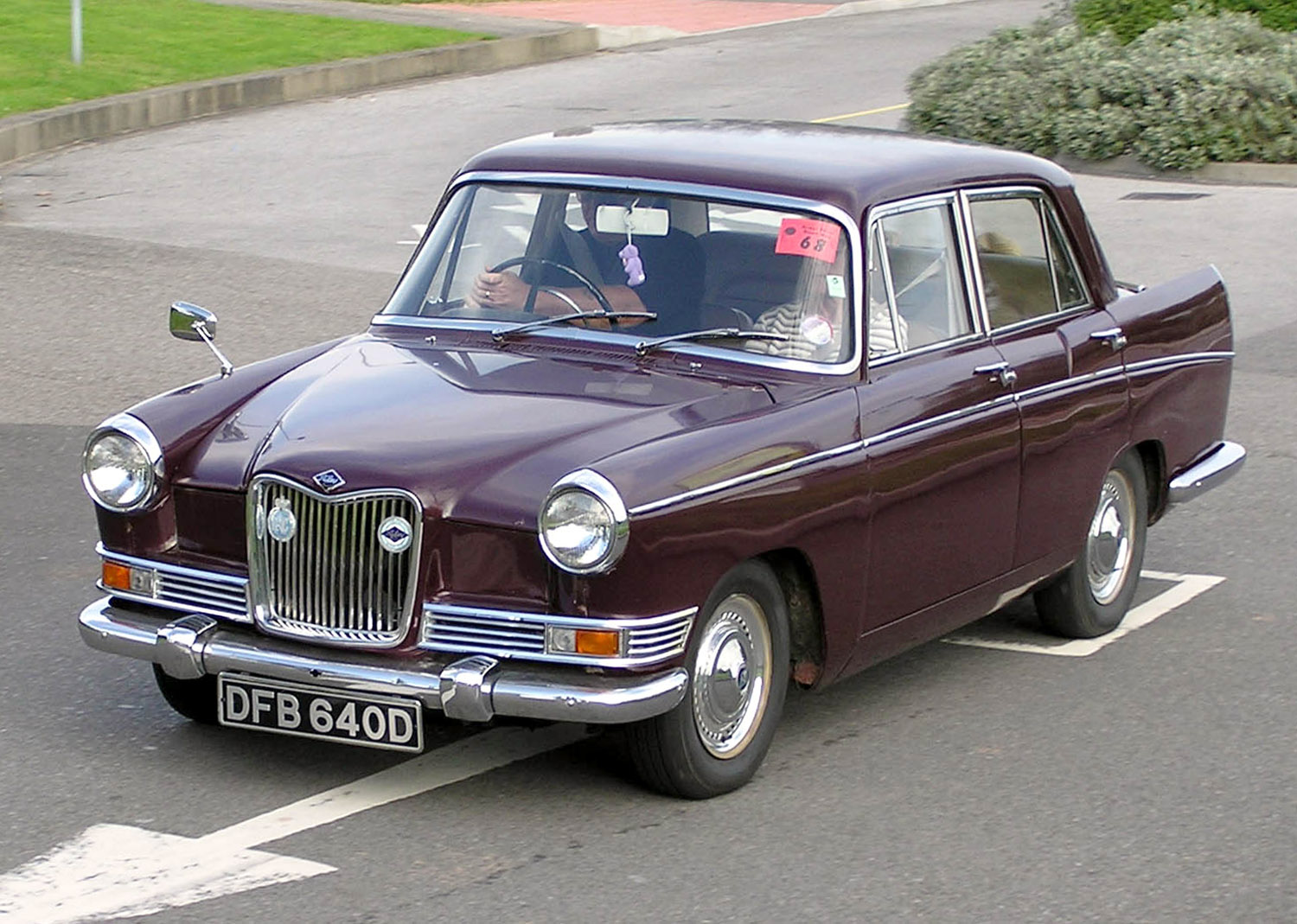
Riley 4/72 1965

Riley är ett brittiskt bilmärke som numera ägs av BMW. 

## Historik

### 1896 - 1918
Företaget Riley grundades 23 maj 1896 av William Riley. Verksamheten gick till en början ut på tillverkning av framförallt cyklar, vilket var en modern produkt vid sekelskiftet. 1899 byggde Riley sitt första motordrivna transportmedel, en trehjulig cykel med en enkel förbränningsmotor och kedjedrift, byggd av Williams son Percy. Företaget experimenterade med många olika typer av motordrivna fordon (framförallt tre och fyrhjuliga cykelliknande fordon med motor) fram till 1913, då cykeltillverkningen helt upphörde (tillverkningen av en patenterad löstagbar fälg som såldes till andra biltillverkare fortsatte dock, men i ett annat företag) Riley kom att satsa helhjärtat på utvecklingen av motorer och hela bilar.

### 1919 - 1939
Redan innan 1913 hade Riley konstruerat flera moderna bilar, som inte var baserade på cyklar, och deltagit med dessa i motortävlingar. Under 1920-talet hade Riley stora framgångar på racerbanorna med 11-40hp-modellen. 
1927 presenterade Riley 9hp-modellen. Den hade en toppventilsmotor med två kamaxlar placerade högt upp på vardera sidan av motorblocket. Ventilerna styrdes med korta stötstänger. Denna lösning återkom sedan i alla senare Rileymotorer. 
Under resten av 1920- och 1930-talen tillverkade Riley en rad täckta modeller samt olika sport- och tävlingsbilar. Åtskilliga bilar försågs med den framgångsrika fyrcylindriga 1100 cc-motorn (9 hp), men sexcylindriga motorer tillverkades också (12/6, 14/6 samt 15/6 hp). 1935 kom en ny 4-cylindrig 1½ liters motor (1.496 cc), 12/4, som kom att användas i 20 år. Snart kom även en större variant av denna konstruktion på 2½ l, (16/4) kallad "big four" (2.443 cc) vilken dock inte hann tillverkas i mer än några hundra exemplar före andra världskriget. Nackdelen med det omfattande modellprogrammet var dock att ingen modell byggdes i tillräckligt stora volymer för att bli lönsam, vilket slutade med att företaget gjorde konkurs 1938. En bidragande orsak var också att man hade satsat stora summor för att tillverka en lyxbil med V8-motor under bilmärket Autovia. Endast ett 40-tal sådana tillverkades dock. Familjen Riley tappade därmed kontrollen och fabriken köptes av William Richard Morris och blev en del av Nuffield Organisation.

### 1940 - 1969
Efter andra världskriget flyttades tillverkningen till MG-fabriken i Abingdon. Riley presenterade två täckta fyrcylindriga bilar med kuggstångsstyrning, torsionsfjädring och konstlädertopp, kallade RM, som fanns med vidareutvecklade 1,5- eller 2,5-liters motorer av den typ som kom före kriget. Dessa betraktas ibland som de sista ”riktiga” Riley-bilarna. Under en kort tid runt 1950 tillverkades både en tresitsig roadster (RMC) och en fyrsitsig drophead coupé (RMD) med den stora motorn. Sedan British Motor Corporation bildats 1952, reducerades Riley snart till ännu ett märke baserat på andra BMC-produkter. Mellan 1954 och 1957 tillverkades Pathfinder med en modern självbärande kaross, efterträdaren till RMB/RMF. Under ett par år tillverkades även One-Point-Five, en mindre fyrdörrars bil med BMC:s motor på 1.489 cc. Under 1960-talet byggdes 4/68 och 4/72 med kaross av Pinin Farina, samt Elf och Kestrel. Efter bildandet av British Leyland Motor Corporation 1968, hamnade Riley än mer i kläm bland alla varumärken och tillverkningen av Riley upphörde året därpå.

## Några Riley-modeller
- 1898 Riley Tricycle
- 1927 Riley 9hp
- 1934 Riley MPH
- 1936 Riley Sprite
- 1936 Riley 2½ litre "Big Four"
- 1945 Riley RM
- 1953 Riley Pathfinder
- 1957 Riley 1.5
- 1959 Riley 4/68
- 1961 Riley Elf
- 1965 Riley Kestrel